# Xã Cartwright, Quận Sangamon, Illinois
Xã Cartwright (tiếng Anh: Cartwright Township) là một xã thuộc quận Sangamon, tiểu bang Illinois, Hoa Kỳ. Năm 2010, dân số của xã này là 1.482 người.